# Grådö
Grådö är en småort i Hedemora socken i Hedemora kommun, cirka 5 km söder om Hedemora, intill Dalälven. Namnet till trots är orten ingen ö. Grådö Mejeri är ortens största arbetsplats, men det finns även ett sågverk, ett grustag, ett åkeri och ett antal mindre företag.
Under medeltiden fanns minst en, möjligen två, fogdegårdar på orten, kallade Grådö skans och Borgaholm. Man är osäker på huruvida den senare var en fogdegård eller en bergsmansgård. 